# 大阪新幹線車掌所
大阪新幹線車掌所（おおさかしんかんせんしゃしょうしょ）は、大阪府大阪市淀川区にある西日本旅客鉄道（JR西日本）山陽新幹線統括本部の車掌が所属する組織である。

## 乗務範囲
- 山陽新幹線：新大阪駅 - 博多駅間

## 歴史
- 1987年（昭和62年）
  - 3月1日：大阪車掌所を大阪東車掌所と大阪西車掌所に分離し、大阪西車掌所は山陽新幹線担当の区所として発足する[1]。
  - 4月1日：国鉄分割民営化により、大阪西車掌所はJR西日本の所属になる[1]。
- 1988年（昭和63年）10月1日：大阪西車掌所岡山支所が岡山車掌区岡山新幹線支区になる[2]。
- 2007年（平成19年）7月1日：新幹線管理本部の発足に伴い、大阪支社から同本部の管轄に移行。
- 2008年（平成20年）10月1日：大阪新幹線車掌所に改称する。
- 2018年（平成30年）6月1日：新幹線管理本部が改組され、本社鉄道本部直属の新幹線鉄道事業本部が発足し、同本部の管轄となる[3]。
- 2022年（令和4年）10月1日 - 新幹線鉄道事業本部が改組され、地方機関の山陽新幹線統括本部が発足し、同本部の管轄となる。